# Kelmajizaur
Kelmajizaur (Kelmayisaurus) – rodzaj mięsożernego dinozaura z grupy teropodów, żyjącego we wczesnej kredzie (dokładne datowanie niepewne, między walanżynem a albem) na terenach dzisiejszej wschodniej Azji. Obejmuje jeden gatunek, K. petrolicus, opisany w 1973 r. przez Zhiminga Donga na podstawie kości czaszki (niekompletnej lewej kości szczękowej i kompletnej lewej kości zębowej) odkrytych w Chinach (w Sinciangu). Prawdopodobnie miał rozmiary zbliżone do allozaura.
Jego pozycja filogenetyczna w obrębie teropodów jest niepewna. Z analizy kladystycznej przeprowadzonej przez Brusattego, Bensona i Xu (2012) wynika, że był on bazalnym przedstawicielem rodziny Carcharodontosauridae, pozostającym w nierozwikłanej politomii z eokarcharią i z kladem obejmującym wszystkich pozostałych przedstawicieli rodziny. Autorzy zauważyli jednak, że po usunięciu z macierzy danych rodzaju Poekilopleuron wystarczy wydłużenie drzewa filogenetycznego zaledwie o jeden stopień w stosunku do najbardziej parsymonicznego aby Kelmayisaurus stał się taksonem siostrzanym do kladu obejmującego rodziny Carcharodontosauridae i Neovenatoridae, przedstawicielem rodziny Megalosauridae siostrzanym do kladu obejmującego megalozaura i torwozaura, bądź też celurozaurem siostrzanym do rodzaju Tanycolagreus lub Guanlong albo do kladu obejmującego te dwa rodzaje.
Znaczenie jego nazwy – jaszczur z Kelmayi (Karamay)